# Thích Minh Nguyệt
Hòa thượng Thích Minh Nguyệt (19 tháng 12 năm 1907 - 18 tháng 1 năm 1985) là một vị Hòa thượng đầu tiên của Phật giáo Việt Nam.

## Cơ duyên
Hòa thượng Thích Minh Nguyệt, thế danh là Lý Duy Kim, sinh ngày 19 tháng 12 năm 1907, trong một gia đình trung nông, tại xã Tân An, tỉnh Thủ Dầu Một (nay là Sông Bé).
Năm 1919, khi vừa đúng 13 tuổi, ông đến chùa Thiên Thai (tỉnh Bà Rịa - Vũng Tàu) xin xuất gia, tu học với Tổ Huệ Đăng, vốn là một Tăng sĩ tài ba, một nhà Nho uyên thâm có tinh thần yêu nước.
Trong thời gian tu học tại đây, ngoài những thời khóa, ông được gần gũi, hầu cận bên Tổ Huệ Đăng. Do đó, ông đã có được những cảm nghĩ ban đầu về tinh thần dân tộc khi được dự nghe những buổi tọa đàm giữa Tổ Huệ Đăng và cụ Nguyễn Sinh Sắc (thân sinh Chủ tịch Hồ Chí Minh). Ý thức cách mạng nảy nở trong lòng và ông luôn luôn trăn trở về điều ấy.
Năm 1938, ý chí nâng cao tri kiến bằng cách đem đạo Phật vào cuộc đời và tinh thần yêu nước thôi thúc, ông xin phép Bổn sư để vân du tham học khắp nơi, vừa mở mang trí tuệ, vừa thâm nhập thực tại hoàn cảnh đất nước ở nhiều khía cạnh. Bước chân ông đã nhiều lần đến các chùa, như: Phật Bổn (Cần Thơ), Bửu Long (Mỹ Tho), Long An (Thành phố Hồ Chí Minh), Vĩnh Tràng (Tiền Giang), Ô Môi (Vĩnh Long), Thiên An,... Đó là những cuộc thuyết giảng, những bước chân giáo hóa nhân dân, để lại trong lòng Tăng, Ni, Phật tử mọi nơi hình ảnh tốt đẹp về hạnh nguyện của ông.

## Hoạt động cách mạng
Năm 1940, cùng với cao trào chấn hưng Phật giáo, cuộc khởi nghĩa Nam Kỳ đã nổ ra. Trách nhiệm đạo - đời, ông vẫn hàng ngày nhắc nhở mình phải chu toàn. Trong bối cảnh phong trào chấn hưng Phật giáo, khi suy lúc thịnh, do nhiều yếu tố thời cuộc chi phối, đặc biệt là bàn tay phá rối từ phía thực dân và những người theo thực dân và trước nạn đồng bào bị áp bức, bóc lột, tàn sát, lòng yêu nước của ông càng được nung nấu thêm. Đến khi hay tin Hòa thượng Trí Thiền (chùa Tam Bảo, Rạch Giá) bị bắt và lưu đày ở Côn Đảo, ông đã chuyển lòng yêu nước của mình thành hành động tích cực.
Năm 1945, Cách mạng Tháng Tám thành công, cũng là lúc bề dày hoạt động của ông đã đủ chứng minh cho lòng yêu nước nồng nàn ấy. Ông hoạt động khi chìm khi nổi, ẩn hiện khắp mọi nơi với bí danh Tam Không. Liên tục sau đó, ông được mọi người tín nhiệm bầu vào các chức vụ, như: Hội trưởng Hội Phật giáo Cứu quốc Nam Bộ, Hội trưởng Hội Phật giáo Cứu quốc tỉnh Mỹ Tho, Hội trưởng Hội Phật giáo Cứu quốc khu Sài Gòn - Gia Định, Ủy viên Mặt trận tỉnh Mỹ Tho, Ủy viên khu Sài Gòn - Gia Định và kỳ bộ Việt Minh Nam Bộ.
Là một công dân yêu nước nồng nàn, đồng thời là một Tăng sĩ vốn đã được trang bị tinh thần bi, trí, dũng của chốn thiền môn nên hoạt động chống thực dân và phát triển Hội Phật giáo Cứu quốc đều được ông tiến hành song song ở từng địa bàn, nhất là chùa Ô Môi (Đồng Tháp Mười) - nơi đặt trụ sở của Hội Phật giáo Cứu quốc Nam Bộ. Bất chấp mọi gian nguy, ông đã đi khắp nơi vận động và đấu tranh ngay trong vùng thực dân kiểm soát. Và trong nội thành Sài Gòn cũng không thiếu dấu chân ông.
Năm 1954, sau Hiệp định Genève, ông ở lại miền Nam hoạt động cùng các vị khác. Ông vận động được rất nhiều tự viện làm cơ sở giúp đỡ che giấu cán bộ hoạt động cách mạng ngay trong vùng bị kiểm soát. Lúc này, ông là vị tiêu biểu cho lực lượng Tăng sĩ hoạt động yêu nước, vì thế, chính quyền Ngô Đình Diệm chú ý và theo dõi rất gắt gao từng bước đi của ông. Một mặt, chúng ra sức dùng mọi thủ đoạn hòng mua chuộc, lôi kéo ông, thậm chí tạo cơ hội cho ông lãnh đạo một tổ chức Phật giáo hữu danh vô thực, có sự bảo hộ, tài trợ từ phía chính quyền... Nhưng ông đã khéo léo từ khước, vẫn tiếp tục con đường cách mạng đã đi. Trong thời gian hoạt động bí mật, ông từng chủ trương xuất bản nguyệt san Tinh Tấn (1947) và tập san Tổ Quốc (1956).
Ngày 6 tháng 4 năm 1960, một cơ sở bị lộ. Tất cả cán bộ cốt cán bị bắt, trong đó có ông. Nhân cơ hội này, chính quyền không ngớt rêu rao về tội danh "phản nghịch" của ông, hòng làm lung lạc những người yêu nước khác. Và để tăng thêm sức mạnh cho mục đích đó, ông bị đày ra Côn Đảo với mức án là 20 năm tù khổ sai.
Năm 1974, sau khi Hiệp định Paris được ký kết, ông được trao trả về vùng giải phóng Lộc Ninh. Như vậy, ông đã bị lưu đày khổ sai nơi Côn Đảo hơn 15 năm.
Khi được tự do, ông liên lạc với các vị giáo phẩm lãnh đạo khác trong các tỉnh phía Nam, để chuẩn bị cho lực lượng Phật giáo tham gia nổi dậy cùng các mũi tiến công của Chiến dịch Hồ Chí Minh.
Năm 1975, miền Nam hoàn toàn giải phóng, ông gặp lại các vị lãnh đạo Phật giáo sau nhiều năm xa cách. Bằng khả năng và uy tín của mình trước tình hình mới của đất nước, ông đảm đương các chức vụ, như: Phó chủ tịch Ủy ban Mặt trận Tổ quốc Việt Nam thành phố Hồ Chí Minh, Ủy viên đoàn chủ tịch Ủy ban Trung ương Mặt trận Tổ quốc Việt Nam. Ngoài ra, ông còn làm Chủ tịch Ủy ban Liên lạc Phật giáo yêu nước thành phố Hồ Chí Minh, với nhiệm vụ liên lạc Tăng, Ni, Phật tử đoàn kết, xây dựng tổ quốc trong giai đoạn mới.
Để hậu thuẫn cho mục đích này, ông lãnh chức Chủ nhiệm Báo Giác Ngộ, tờ báo Phật giáo đầu tiên tại các tỉnh phía Nam sau ngày đất nước hoàn toàn thống nhất. Và để thắt chặt thêm tình hữu nghị, ông đã cùng Hòa thượng Trí Thủ, Hòa thượng Minh Châu... tham dự Hội nghị Tôn giáo Thế giới được tổ chức tại Moscow (Liên Xô), tham quan Phật giáo Liên Xô ở vùng Bu-ri-át, Hội nghị Tổ chức Phật tử châu Á vì hòa bình tại Mông Cổ. Trong dịp này, ông được tặng nhiều huân chương Hữu nghị.
Ban trù bị Đại hội Thống nhất Phật giáo Việt Nam được thành lập, Ngài là Phó Ban vận động kiêm Trưởng ban Thông tin. Năm 1981, tại Đại hội Đại biểu Phật giáo toàn quốc tổ chức ở Hà Nội, Giáo hội Phật giáo Việt Nam ra đời với tầm vóc đại thể xuyên suốt, có hiến chương chặt chẽ. Ông được suy cử ngôi vị Phó Pháp chủ thường trực Hội đồng Chứng minh Trung ương.
Thời gian tiếp theo sau đó, ông về an trú và làm việc tại chùa Long Hoa (quận 10, Thành phố Hồ Chí Minh).

## Qua đời
Ông mất ngày 18 tháng 1 năm 1985 tại quận 10, Thành phố Hồ Chí Minh, hưởng thọ 77 tuổi.